# 出家眾
出家眾，即出家僧伽、僧團、出家人（巴利語：或，義爲離家/無家的修行者），是佛教僧伽中，經過出家儀式，放棄原本世俗生活與家庭，發誓願遵守佛教戒律者的合稱。出家眾以比丘及比丘尼為核心。僧伽包含了出家眾和在家眾二者；在一般用語中，若不做特定分別時，僧伽通常用來指出家眾。

## 概論
佛教僧伽，可以概分為「出家眾」與「在家眾」兩大團體。
出家眾的主體為比丘、比丘尼，稱為出家二眾；根據性別以及是否受具足戒，出家眾又可以被分為比丘、比丘尼、沙彌、沙彌尼及式叉摩那，合稱五內眾。沙彌、沙彌尼與式叉摩那三者皆依附於比丘與比丘尼團體中。加入佛教僧伽共同修行的修行者，必須發誓遵守各項佛教戒律，特別是別解脫戒。比丘約有227條戒，比丘尼約有311條戒，其戒條數目據不同部派傳承而定；沙彌、沙彌尼眾則是十戒。
此外，出家眾成員必須遵守六和敬法。

## 歷史
釋迦牟尼成道之後在鹿野苑初轉法輪，五比丘跟隨釋迦牟尼出家，這是出家眾的開端，此時只有比丘僧團。
舍利弗、目犍連在聽到馬勝比丘說法後，率二百弟子加入僧團；隨後迦葉三兄弟率領一千名弟子加入。這一千二百五十五名弟子，成為佛陀出家僧團的骨幹，又稱常隨眾。
在釋迦牟尼回家鄉說法後，許多釋迦族人加入出家眾。釋迦牟尼之子羅睺羅，出家時因年紀太小，不能受具足戒，為沙彌的開端。後釋迦牟尼的姨母大愛道比丘尼向佛陀請求出家，成為比丘尼眾的開端。
在出家僧團人數增多後，釋迦牟尼以學處來指導僧眾，並建立波羅提木叉來規範僧團。

## 出家眾制度
佛教僧團中，不問年齡、種姓、與地位，以先出家受具足戒者為上座，後出家者應對他們表示尊敬。但是傳統佛教認為即使是先出家的比丘尼，也應該向資淺的比丘，表示尊敬，而比丘不用視比丘尼為上座，這些規定被歸結在比丘尼戒的八敬法中。現代昭慧法師認為這是對女性的歧視，認為這個規定雖然可以讓比丘尼學到降服傲慢，但是將會使比丘增長傲慢之心，自認地位高於女眾，因此領導廢除八敬法運動，認為現代僧團不應該繼續遵守這些規定。
僧侶平日可以選擇獨居於森林，修習頭陀行，此稱為阿蘭若比丘。也可以選擇與在城市的僧團共同，稱為聚落比丘。但是在印度雨季的三個月中，僧侶需要聚居一處，禁止外出，稱為結夏安居。
當僧團中有事需要議決，如對於戒律的看法不同時，則可以通過僧團表決會議，由僧伽的成員公決，這稱為羯摩(kammam)。主持羯摩儀式的長老，稱羯摩師，或羯摩和尚，或戒師，通常是由戒師誦出要表決的事項，交由僧伽成員口頭表決，同意的成員就沈默，假若不同意的成員，則可以口頭表示反對意見。當大眾都沈默不語時，由戒師宣布結論：「僧人默然故，是事如是持」。
佛陀在初證悟後沒有受戒儀式，要出家為比丘或比丘尼，就是一句：「善來，比丘。」後來因為一位婆羅門要出家， 佛陀叫舍利弗收他為弟子， 卻不知怎令婆羅門受具足戒， 佛陀因此事而廢除只三皈依就可授人具足戒的規定， 要求以四人為僧團表決會議授人具足戒。
在舉行具足戒儀式時，也會由羯摩和尚向大眾宣告，僧某某某將加入僧團（一白），之後連問三次大眾有無反對意見（三羯摩），此稱一白三羯摩。在通過儀式之後，這名僧侶，就可正式加入僧團之中，成為比丘。若要成為比丘尼，需先向比丘尼長老長求戒， 再由比丘僧團再授戒，此為二部僧制。
成為出家眾，加入僧伽之後，必須遵守僧伽的戒律。僧伽每半個月會集僧眾，由上座長老負責誦出戒律，以提醒僧侶隨時儆醒，不要違反了戒律，稱為布薩。在布薩之中，僧侶可以對自己違反戒律的地方，提出懺悔，並請求其他成員指導他，為他指正錯誤之處，稱為自恣。而發現共修僧侶有違反戒律的地方，也可以在布薩中提出，此稱布薩羯摩。一旦違反了波羅夷，經過僧伽決定，則必須逐出僧伽。
在受具足戒的比丘與比丘尼之外，出家僧團中，有因為年紀過小，不得受戒的年幼僧眾，即沙彌及沙彌尼。他們只需要受三皈依，守十戒，平日為比丘及比丘尼服務，準備食物，驅趕鳥類及蚊蠅，清掃環境等。至其成年，若決定受具足戒，則可以正式加入出家眾之中。
對女性出家眾，有特別規定，在受具足戒之前，需要先居住在寺院一年，以證明她並未懷孕，同時具備足夠決定出家。這稱為式叉摩那，但是這個制度在現代則較少見。

## 延伸閱讀
[在维基数据编辑]
 《欽定古今圖書集成·博物彙編·神異典·僧部》，出自陈梦雷《古今圖書集成》